# Паскевич Федір Іванович
Ясновельможний князь Варшавський, граф Федір Іванович Паскевич-Еріванський (13 лютого  1823 — 16 червня 1903, Гомель, Російська імперія) — російський генерал-лейтенант, генерал-ад'ютант (20.01.1856) з українського роду Паскевичів, єдиний син і спадкоємець генерал-фельдмаршала Івана Паскевича.

## Військова служба
За заслуги батька, 6 жовтня 1831 присвоєно звання прапорщика Еріванського полку. Потім перевівся в лейб-гвардії Преображенського полку. Разом з іншими прогресивно мислячими молодими офіцерами входив в гурток шістнадцяти. 
У 1845 — флігель-ад'ютант, поручик лейб-гвардії Преображенського полку. 
Брав участь у військових діях на Кавказі. Відзначився в каральних операціях по придушенню революції в Угорщині 1848-1849, за що присвоєно звання полковника. 
За відзнаку в Кримській війні присвоєно звання генерал-майора. 
У 1852 одружився з Іриною, єдиною сестрою майбутнього кавказького намісника графа Іларіона Воронцова-Дашкова. 
20 січня 1856 призначений генерал-ад'ютантом, але покликання до військової служби не мав. 
У 1866 вийшов у відставку.

## Мирне життя
Після залишення служби жив у Гомельській резиденції, яка дісталася у спадок від батька. 
Під час підготовки селянської реформи 1861 брав участь в розробці «Загального положення про селян, що вийшли з кріпацтва», був членом-експертом комісії з селянської справи. За роботу по проведенню селянської реформи 1861 нагороджений золотою медаллю на Олександрівській стрічці. 
Після виходу у відставку Паскевич зайнявся подальшим облаштуванням маєтку. У 1875 призначений почесним мировим суддею по Могилевської губернії. У 1888 указом Олександра III присвоєно звання почесного громадянина міста Гомеля. 
У 1870 в Добруші відкрив деревообробне підприємство, яке через два роки перепрофілював у паперову фабрику. 
Помер 16 червня 1903. Похований у Гомелі в усипальниці князів Паскевичів. Дітей у шлюбі з дружиною Іриною (уродженою графинею Воронцовою-Дашковою) не мав. 

## Нагороди
- Золота медаль на Олександрівська стрічка (1861).
- Орден святої Анни I ступеня (1863).